# مرگ‌نشان شارپ
مرگ‌نشان شارپ (نام علمی: Sheppardia sharpei) نام یک گونه از سرده مرگ‌نشان است.